# Губернатор штату Каліфорнія
Губернатор Каліфорнії — глава штату Каліфорнія; очільник державної виконавчої влади та головнокомандувач Національної гвардії Каліфорнії та Гвардії штату Каліфорнія; до обов'язків губернатора входить щорічне звернення до законодавчих зборів (легіслатура) штату, подання бюджету і забезпечення виконання законів штату. Посада введена 1849 року, до оголошення Каліфорнії штатом.
Нинішнім губернатором (від січня 2019 року) є демократ Ґевін Ньюсом.

## Вибори й термін повноважень
Губернатор обирається всенародним голосуванням на чотири роки. Губернатор вступає на посаду в перший понеділок після 1 січня.

### Видалення губернатора
Є два способи, щоб змістити губернатора з посади до закінчення терміну:
- Імпічмент і законодавче зміщення: він може бути відсторонений від посади за «порушення службових обов'язків» Зборами штату або двома третинами голосів Сенату штату.
- Анулювання голосів: петиція, підписана виборцями штату Каліфорнія, рівна 12 % від загального числа виборців (з підписами з 5 округів), може анулювати голоси.

## Лейтенант-губернатор

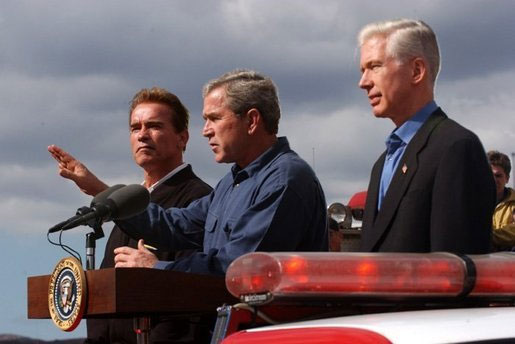
Ексгубернатор Арнольд Шварценеггер (ліворуч), ексгубернатор Грей Девіс та експрезидент Джордж Буш 2003 року

Лейтенант-губернатор Каліфорнії обирається окремо від губернатора.

## Список губернаторів і лейтенант-губернаторів Каліфорнії з 1959 року до нині
- 1959–1967 Пет Браун Демократична
- 1967–1975 Рональд Рейган Республіканська
- 1975–1983 Джеррі Браун Демократична
- 1983–1991 Джордж Докмеджян Республіканська
- 1991–1999 Піт Вілсон Республіканська
- 1995–2003 Грей Девіс Демократична
- 2003–2011 Арнольд Шварценеггер Республіканська
- 2011–2019 Джеррі Браун Демократична
- З 2019 Ґевін Ньюсом Демократична

Передбачається, що за відсутності губернатора в Каліфорнії його повноваження покладаються на лейтенант-губернатора, з правом підписання або накладення вето на закон або призначення на посаду.

## Факти про губернаторів

### Вік

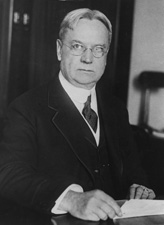
Хірам Джонсон
23 губернатор
(1911–1917)

- Між Джоном Біглером в 1805 і Арнольдом Шварценеггером в 1947 році майбутні губернатори народжувалися в Каліфорнії кожне десятиліття, за винятком 1880-х років.
- Нілі Джонсон, приведений до присяги в 30 років, був наймолодшим губернатором.
- Джеррі Браун, приведений до присяги 2011 року у віці 72 років, став найстаршим губернатором.
- З 38 губернаторів лише семеро фактично народилися в Каліфорнії:
  - Ромуальдо Пачеко — Санта-Барбара
  - Джордж Парді, Джеймс Рольф, Пет Браун і Джеррі Браун — Сан-Франциско
  - Хірам Джонсон — Сакраменто
  - Ерл Воррен — Лос-Анджелес

### Відставки
- П'ять губернаторів пішли у відставку:
  - Пітер Барнетт 1851 року внаслідок «особистих забобонів щодо рабства»
  - Мілтон Летем 1860 року, став сенатором США
  - Ньютон Бут 1875 року, став сенатором США
  - Хірам Джонсон 1917 року, став сенатором США
  - Ерл Воррен 1953 року, став Головним суддею США